# Noctua
Noctua is een geslacht van nachtvlinders uit de familie Noctuidae.

## Soorten
- N. albipes Fabricius, 1794
- N. atlantica (Warren, 1905)
- N. carvalhoi (Pinker, 1983)
- N. comes

Volgeling Hübner, 1813
- N. corchori Fabricius, 1794
- N. dimidiata Fabricius, 1798
- N. erosa Fabricius, 1798
- N. fimbriata

Breedbandhuismoeder Schreber, 1759
- N. gossypii Fabricius, 1794
- N. interjecta

Kleine huismoeder Hübner, 1803
- N. interposita (Hübner, 1790)
- N. janthe

Open-breedbandhuismoeder Borkhausen, 1792
- N. janthina Denis & Schiffermüller, 1775
- N. lyra Herrich-Schäffer, 1869
- N. noacki Boursin, 1957
- N. orbona

Zwartpuntvolgeling Hufnagel, 1766
- N. pronuba (Linnaeus, 1758)
- N. subapicalis Herrich-Schäffer, 1869
- N. teixeirai Pinker, 1971
- N. tertia Mentzer & al., 1991
- N. tirrenica Biebinger, Speidel & Hanigk, 1983
- N. undosa Leech, 1889
- N. warreni Lodl, 1987

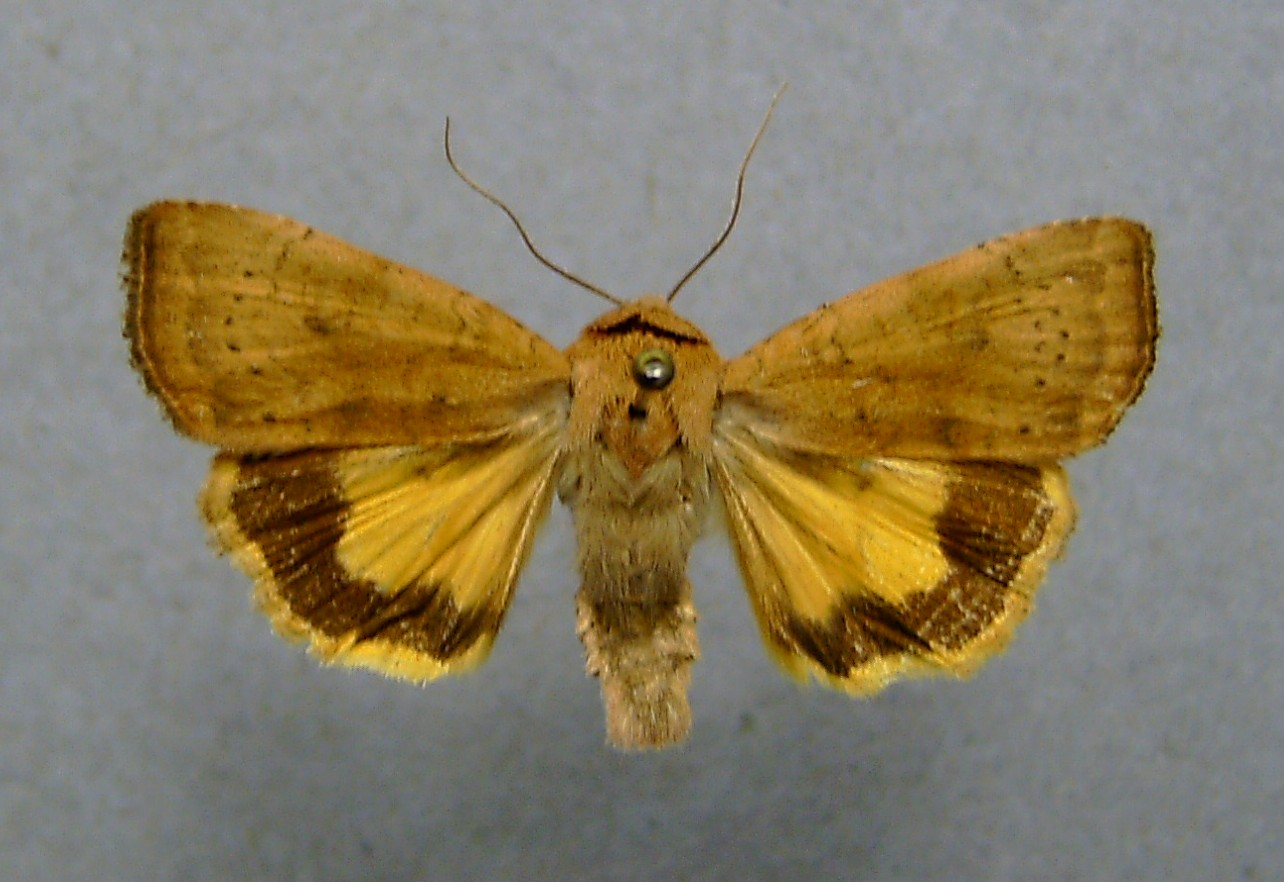
Noctua interjecta
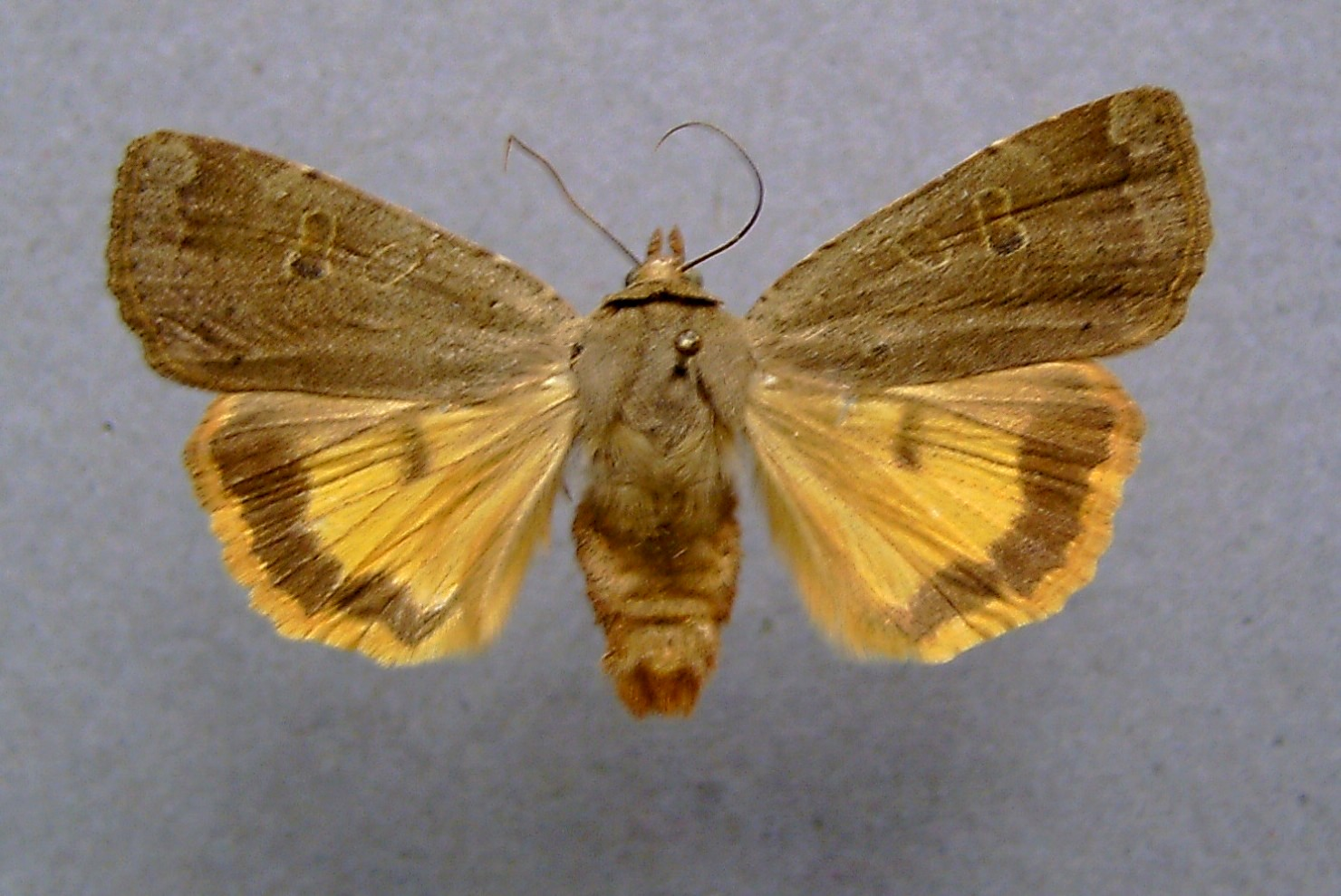
Noctua comes
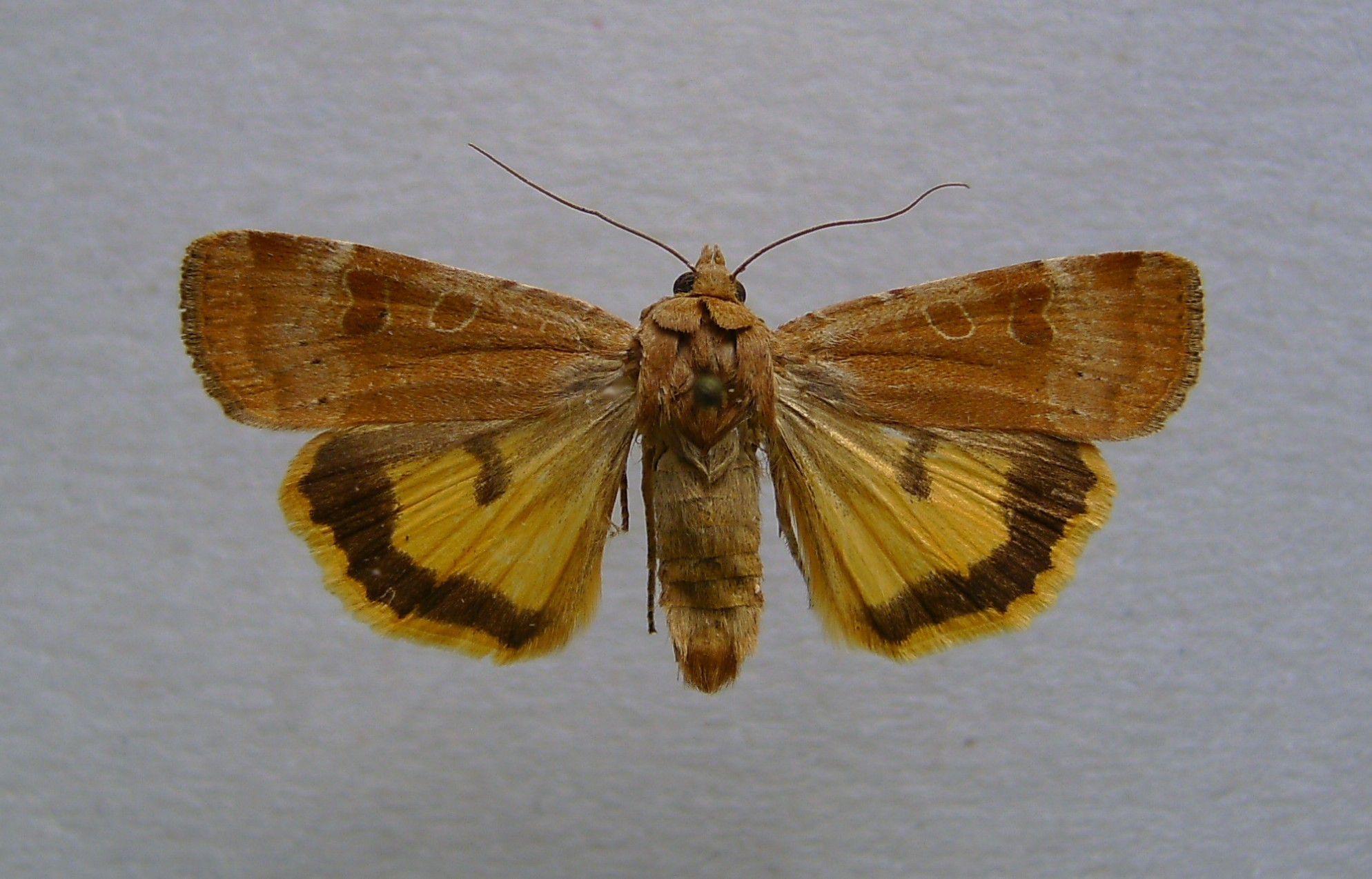
Noctua interposita
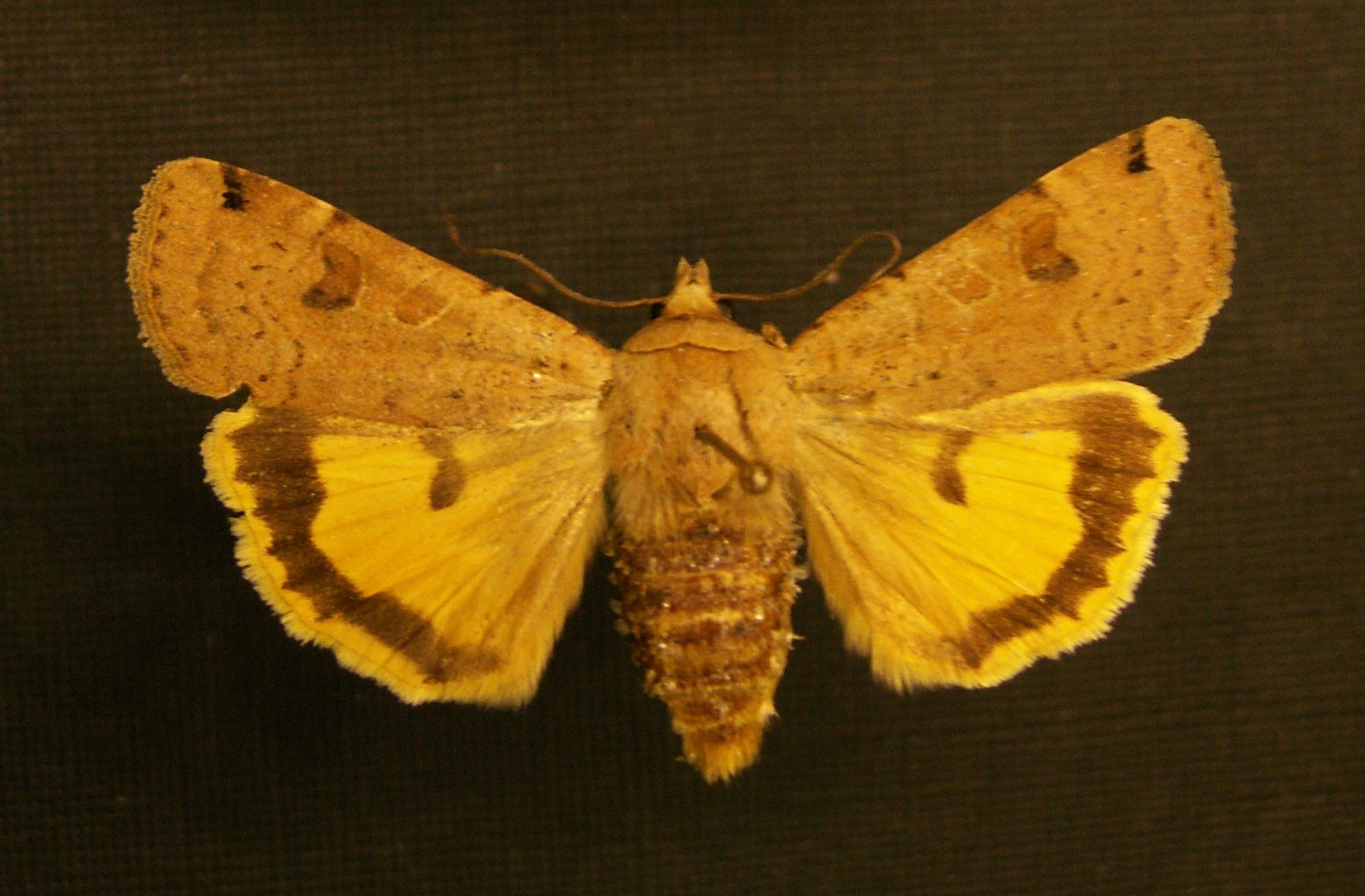
Noctua orbona
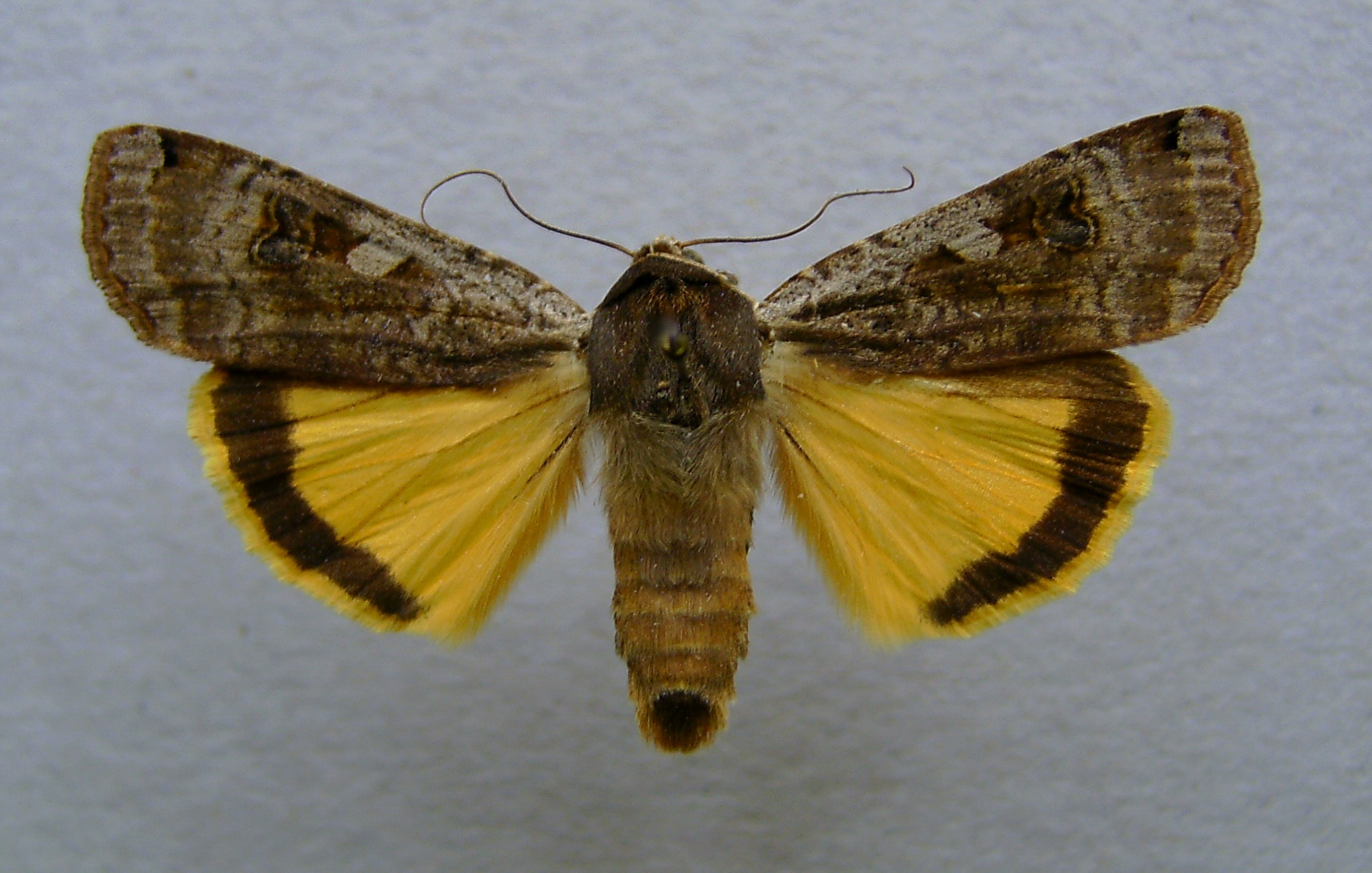
Noctua pronuba
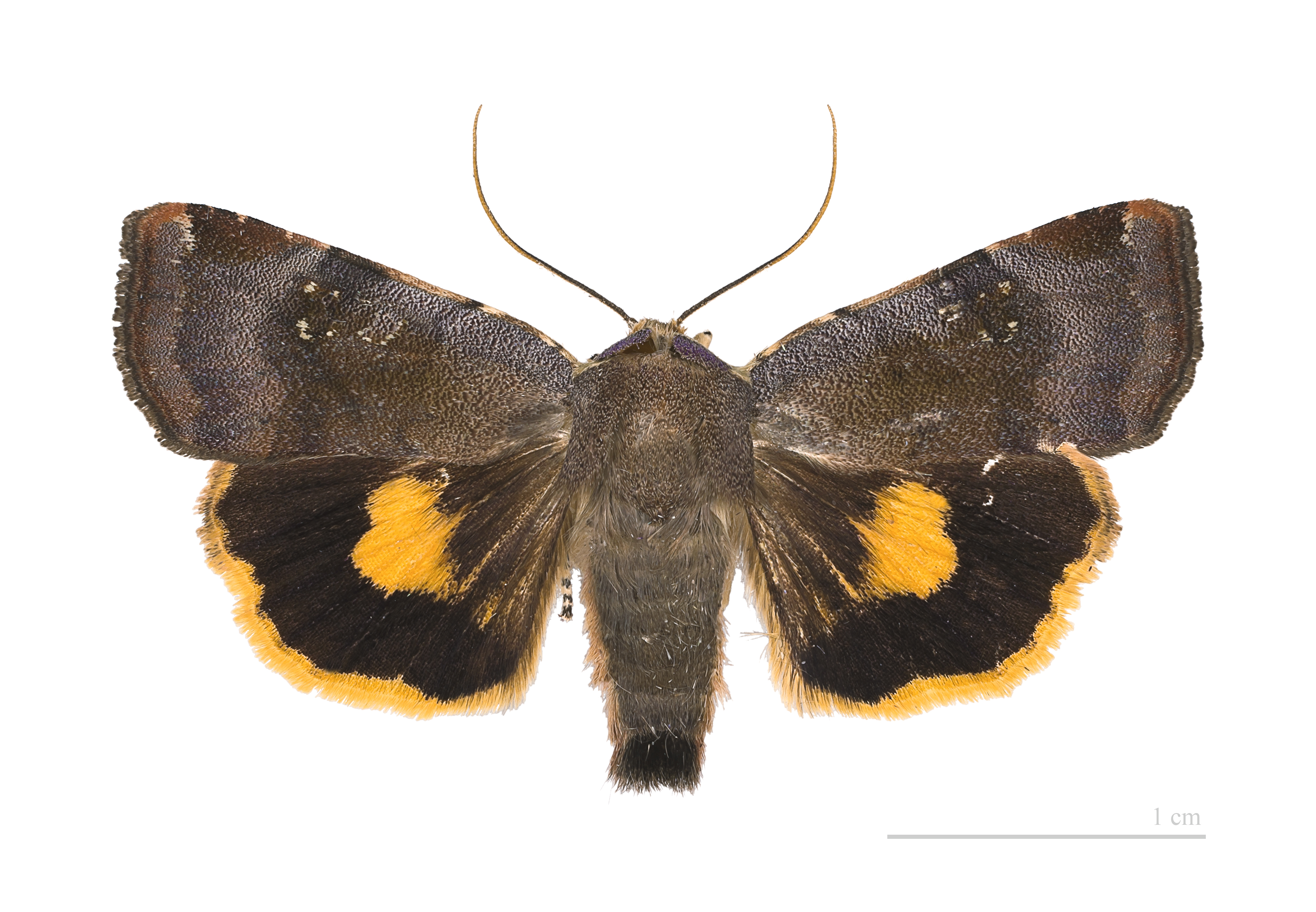
Noctua janthina
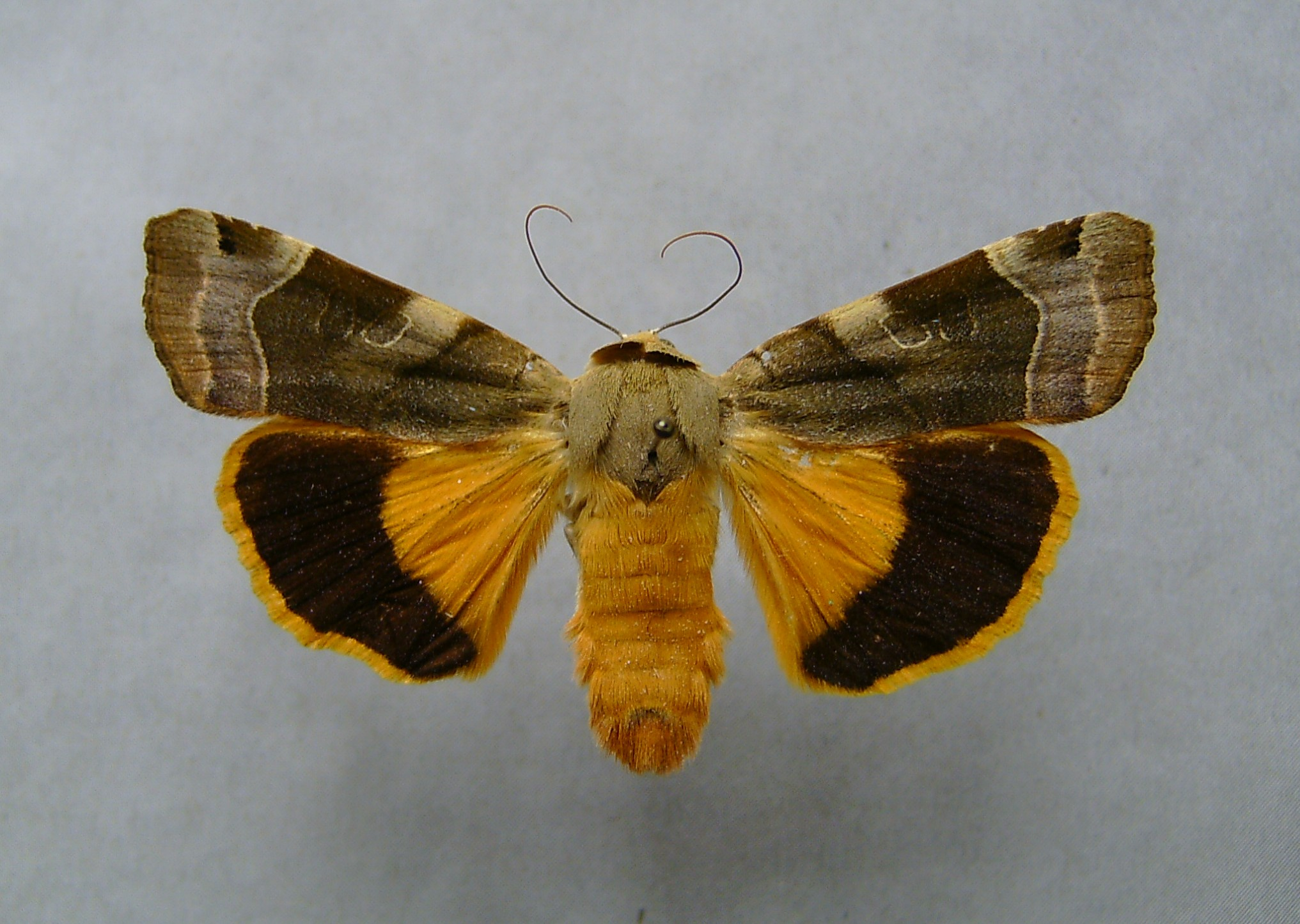
Noctua fimbriata
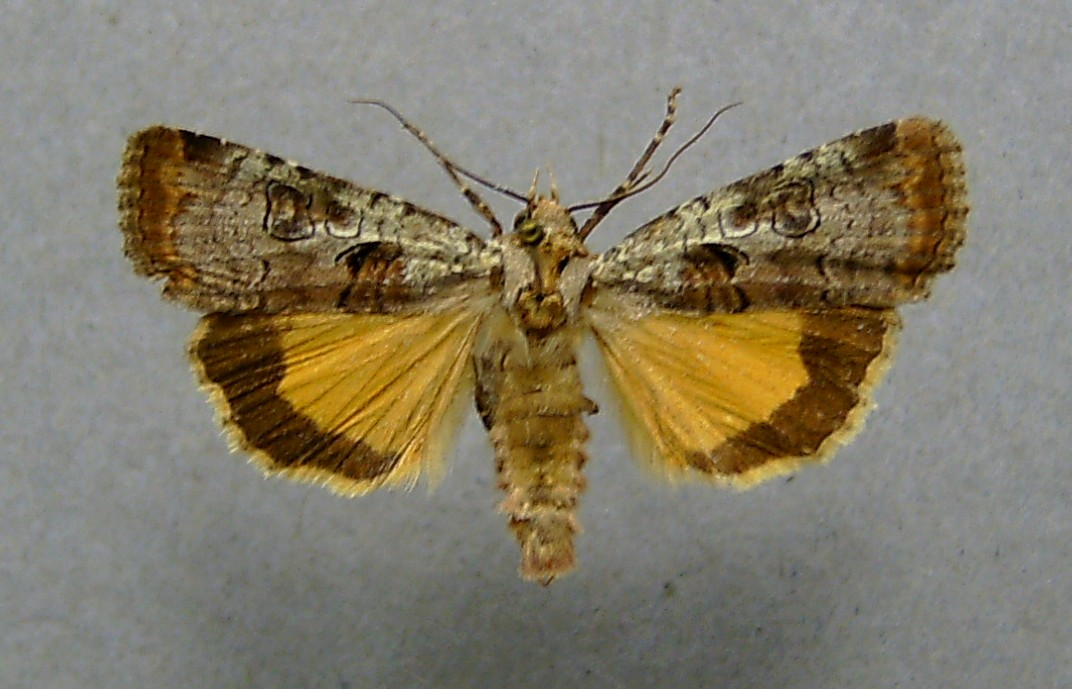
Epilecta linogrisea